# 杨梅 (人大代表)
杨梅（1974年3月—），四川遂宁人，汉族，中华人民共和国政治人物、第十一届全国人民代表大会四川地区代表。
毕业于四川省长虹技工学校机械加工专业。担任长虹模塑科技有限公司模具厂抛光班班长。2008年起担任全国人大代表。